# Eunica pompata
Eunica pompata är en fjärilsart som beskrevs av Hans Fruhstorfer 1909. Eunica pompata ingår i släktet Eunica och familjen praktfjärilar. Inga underarter finns listade i Catalogue of Life.